# Bulajj
Bulajj (arab. بلي) – wieś w Syrii, w muhafazie Dara. W 2004 roku liczyła 566 mieszkańców.